# 著作権マーク
著作権マーク（ちょさくけんマーク）またはコピーライトマークとは、大文字のCを丸で囲んだ記号（©）であり、音声録音以外の作品の著作権表示に使用される記号である。
この記号の使用は、アメリカ合衆国の著作権法や、国際的には万国著作権条約に規定されている。ただし、ベルヌ条約の下では登録・納入・著作権表示等の形式的手続がなくても著作物が創作された時に著作権が発生するという無方式主義が採用されたため、ほとんどの国で著作権マークによる明示をしなくても著作権を得ることができる。

## 歴史
作品の著作権を示す記号の先駆は、1670年代のスコットランドの年鑑に見られる。その書籍には、その真正性を示すための紋章が印刷されていた。

### アメリカ合衆国等での方式主義の採用
著作権の発生要件について、登録、納入、著作権表示など一定の方式を備えることを要件とする立法例を方式主義という。
著作権表示は、アメリカ合衆国の1802年の著作権法によって初めて規定された。それは、"Entered according to act of Congress, in the year         , by A. B., in the office of the Librarian of Congress, at Washington."（        年、ワシントンにある議会図書館司書の事務所にA. B.が議会制定法に従って記入した。）のように長いものであった。一般に、著作権表示は著作権で保護された作品自体に表示されていなければならなかったが、絵画のような美術作品の場合には、美術作品が設置されるべき物体の表面に刻印されていてもよい。1874年、"Copyright, 18        , by A. B."と大幅に短縮された表示でも可能とするよう著作権法が改正された。
著作権マーク©は、1909年の著作権法（Copyright Act of 1909）第18条で導入され、最初は絵画、グラフィック、彫刻作品にのみ適用された。1954年、出版された著作物にもこの記号の使用が拡大された。
1909年の著作権法は、既存の著作権法を完全に書き直し、改訂することを意図していた。この法案の草案で最初に提案されたように、著作権の保護を受けるためには、芸術作品そのものに"copyright"という文言またはその認可された略語を入れることが要求された。この芸術作品には絵画も含まれていたが、額縁は取り外し可能であることから議論が起こった。1905年と1906年に行われた法案についての著作権保持者間の会議では、芸術家組織の代表者はこの要件に反対し、作品自体に作者名以外の文言を書くことを望まなかった。妥協案として、作品自体に書かれる作者名の横に、比較的邪魔されない記号（大文字のCを丸で囲んだ記号）を書き足す案が出された。実際に、ハーバート・パトナム議会図書館司書の指導の下、著作権委員会がまとめた1906年の議会に提出された法案は、特別な著作権マーク、丸で囲まれた文字Cを、"copyright"やその略語"copr."の代わりに使用することができるが、それは芸術作品などの限られたカテゴリについてのみ使用でき、通常の書籍や定期刊行物は含まれないとしている。1909年の著作権法は、1946年に合衆国法典第17号に組み込まれた時点でも変更されなかった。1954年の改正で、全ての著作物について記号©が"Copyright"または"Copr."の代替として許可された。

### ベルヌ条約と無方式主義への移行
1886年に締結されたベルヌ条約は1908年のベルリンでの改正条約で無方式主義を採用した。無方式主義とは著作物が創作された時点で何ら方式を必要とせず著作権の発生を認める立法例をいう。
ベルヌ条約締結後もアメリカ合衆国や中南米諸国の一部などは同条約に加盟せず方式主義をとっていた。そこで1952年の万国著作権条約は無方式主義を採る国における著作物が方式主義を採る国でも著作権保護を得ることができるよう、氏名と最初の発行年、©のマークの3つを著作権表示として明示すれば自動的に著作権の保護を受けることができるとした（万国著作権条約では©マークは代替の記号ではなく著作権表示の要件の一つである）。
その後、1989年にアメリカ合衆国がベルヌ条約に加盟したほか中南米諸国も次々にベルヌ条約に加盟し無方式主義に移行した。ベルヌ条約の加盟国では、著作権を確立するのに著作権表示を行う必要はなく、著作物の作成時に自動的に著作権が確立する（ベルヌ条約と万国著作権条約の双方に加盟している場合には万国著作権条約17条によりベルヌ条約が優先する）。ほとんどの国がベルヌ条約に加盟しているため、著作権の発生要件としての著作権表示を必要としなくなった。

## アメリカ合衆国の著作権表示
アメリカ合衆国では、1989年3月1日以前には以下の形式の著作権表示が必要とされた。
- ©記号、または"Copyright"（あるいはその略語の"Copr."）という文言
- その作品の最初の出版年
- 著作権の所有者の識別情報。名前、その省略形、一般に知られている名称のいずれかによる

例えば、2011年に初めて出版された作品の場合は、以下のようになる。
© 2011 John Smith
以上の表示は、かつてアメリカ合衆国で著作権保護を受けるために必要だったが、ベルヌ条約に加盟している国では必要ない。アメリカ合衆国は1989年3月1日にベルヌ条約に加盟した。ただし、万国著作権条約の適用を受けるためには今も©マークを用いた方式をとる必要がある。
なお、条約上の著作権の発生要件の問題とは別に著作権表示は国内法上一定の効果を生じることがある。アメリカの著作権法では著作権の存在を知らずパブリックドメインと信じた者を保護する善意の侵害者（innocent infringers）の法理があるが、©マーク等の著作権表示が著作物に明確に表示されていれば原則として善意の侵害には当たらないとされている。

## デジタル表現
タイプライターやASCIIベースのコンピュータシステムでは、この記号は長らく利用できなかったため、括弧を使い(C)と表現するのが一般的だった。
Unicodeでは、U+00A9 © copyright sign (HTML: &#169; &copy;)として割り当てられている。Unicodeには他にU+24B8 Ⓒ circled latin capital letter c (HTML: &#9400;)とU+24D2 ⓒ circled latin small letter c (HTML: &#9426;)もある。これらは、著作権マークがフォントや文字セットで利用できない場合（一部の朝鮮語コードページなど）に代替として使用されることがある。
Windowsでは、⎇ Altを押しながら0 1 6 9を押すことで入力できる。Macintoshでは、オプションキーを押しながらgを押すことで入力できる。Linuxでは、compose O Cのコンポーズキーシーケンスで入力できる。
| 記号 | Unicode | JIS X 0213 | 文字参照      | 名称           |
| ---- | ------- | ---------- | ------------- | -------------- |
| ©    | U+00A9  | -          | &#xA9; &#169; | COPYRIGHT SIGN |

丸囲み文字としては、丸囲みCも参照。

## 関連する記号
- コピーレフトマーク() - 著作権マークを左右反転させた記号であり、コピーレフトのシンボルとして使用される。法的には意味を持たない[23]。
- レコード著作権マーク(℗) - 大文字のPを丸で囲んだ記号。音声記録（フォノグラム）の著作権（原盤権）を表示するために使用される。
- 登録商標マーク（®） - 大文字のRを丸で囲んだ記号であり、公式の事務所に登録されている商標（登録商標）を指定するために使用される。